# 埃朗库尔
埃朗库尔（法語：Élancourt，法語發音：[elɑ̃kuʁ] ⓘ）是法国伊夫林省的一个市镇，位于该省东部，属于凡尔赛区。埃朗库尔是法国国家新城伊夫林地区圣康坦（Saint-Quentin-en-Yvelines）的一部分。2024年巴黎奥运会的山地自行车比赛在此举行。

## 地理
埃朗库尔（48°46'6"N, 1°56'58"E）面积8.51 平方千米，位于法国法蘭西島大區伊夫林省，该省份为法国北部内陆省份，北起瓦兹河谷省，西接厄尔省，西南接厄尔-卢瓦省，东南接埃松省，东临上塞纳省。
与埃朗库尔接壤的市镇（或旧市镇、城区）包括：茹阿尔蓬沙尔特兰、莫尔帕、勒梅尼勒圣但尼、普莱西尔、特拉普、拉韦里耶尔。

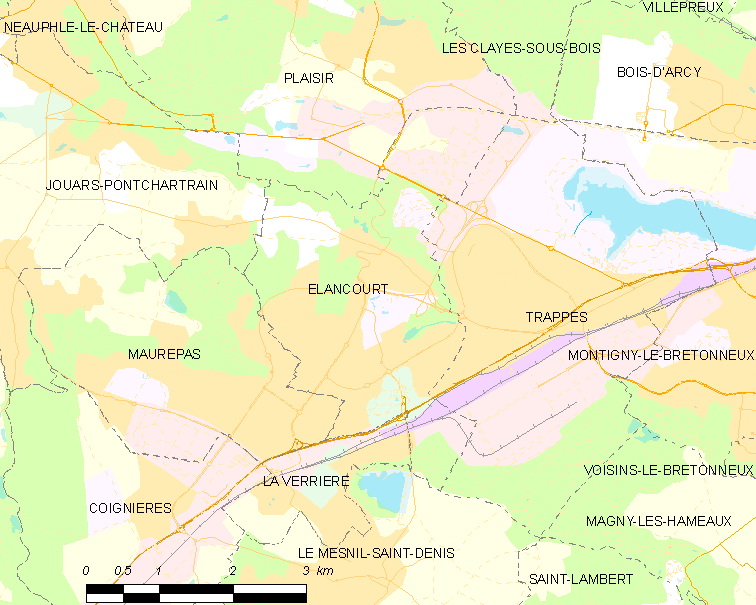
埃朗库尔的OSM定位图

埃朗库尔的时区为UTC+01:00、UTC+02:00（夏令时）。

## 行政
埃朗库尔的邮政编码为78990，INSEE市镇编码为78208。

## 政治
埃朗库尔所属的省级选区为特拉普县。

## 人口

1962-2008年间埃朗库尔人口变化图示

埃朗库尔于2022年1月1日时的人口数量为26348人。

## 友好城市
- 德国 劳巴赫
- 義大利 卡西纳德佩基
- 德国 格雷芬海尼兴